# توني أرنولد
توني أرنولد (بالإنجليزية: Tony Arnold)‏ هو لاعب كرة قاعدة أمريكي، ولد في 3 مايو 1959 في إل باسو في الولايات المتحدة.

## وصلات خارجية
- توني أرنولد على موقعبيزبول رفرنس.كوم (الدوري الرئيسي) (الإنجليزية)
- توني أرنولد على موقعبيزبول رفرنس.كوم (الدوري الثانوي) (الإنجليزية)
- توني أرنولد على موقع مشجعي الرسوم البيانية (الإنجليزية)